# Morteza Mehrzad
Morteza Mehrzad (persisch مرتضی مهرزاد‎; * 17. September 1987 in Tschalus als Morteza Mehrsad Selakjani) ist ein iranischer Sitzvolleyballer, der bei den Sommer-Paralympics 2016, 2021 und 2024 die Goldmedaille gewann. Mit einer Körpergröße von 2,46 m ist er einer der größten lebenden Menschen.

## Leben und Wirken
Morteza Mehrzad wurde mit Akromegalie geboren. Ein Fahrradunfall im Teenageralter führte dazu, dass sein rechtes Bein um 15 cm kürzer blieb. Infolgedessen begann er damit Gehstützen zu nutzen. 
Erst im Alter von 23 Jahren kam Mehrzad zum Sitzvolleyball. Binnen weniger Jahre entwickelte er sich in iranischen Sitzvolleyballvereinen zu einem effektiven Außenangreifer und wurde mit der iranischen Sitzvolleyballmannschaft Paralympicssieger 2016. Dort spielte er meist nicht von Anfang an, sorgte aber mit einer sitzenden doppelhändigen Blockhöhe von 1,96 m und einem sitzenden Greifradius von 2,30 m dafür, dass gegnerische Teams seine Seite regelmäßig mieden.